# Fazekas Erzsébet
Fazekas Erzsébet, 1904-ig Funk (Budapest, 1900. március 10. – Budapest, 1967. május 25.) történész, egyetemi tanár, a történelemtudományok kandidátusa (1952), Gerő Ernő felesége, Fazekas Anna író, szerkesztő nővére, Kulcsár István író, újságíró nagynénje.

## Élete
Fazekas (Funk) Manó (1861–1930) magánhivatalnok és Hirsch Sarolta (1870–1944) lánya. Tanulmányait a Magyar Iparművészeti Főiskolán kezdte. A Tanácsköztársaság idején csatlakozott a kommunista ifjúsági mozgalomhoz. A proletárdiktatúra bukása után, 1919 őszén Bécsbe menekült és a következő két évet ott töltötte, illegális pártmunkát végzett. A Kommunisták Magyarországi Pártjának Külföldi Bizottsága 1921-ben Romániába küldte, ahol illegális pártfeladatokat teljesített. Miután többször is letartóztatták őt a román hatóságok, 1924-ben visszatért az osztrák fővárosba. Az 1930-as években már Párizsban élt, ahol a Francia Kommunista Pártban és a magyar kommunista emigráció fedőszervezeteiben dolgozott. Tanulmányait a Sorbonne-on folytatta, ahol francia történelmet hallgatott. Részt vett a spanyol polgárháborúban. 1939-ben rövid időre visszatért Párizsba, ahonnan végül a Szovjetunióba költözött. 1940–1941-ben a Szovjet Tudományos Akadémia Történeti Intézetének aspiránsa volt. A második világháború idején önkéntes volt a Vörös Hadseregben, a magyar és román hadifogolytáborokban végzett politikai propagandamunkát. 1945 januárjában tért vissza Magyarországra. Az MKP pártmunkásaként és a Nemzeti Segély egyik szervezőjeként működött. 1949-ben a Tudományos Tanács titkára lett és ebben a minőségében jelentős szerepet játszott az MTA átalakításában. 1950 márciusától 1953 februárjáig a Szegedi Tudományegyetem BTK Egyetemes Történeti Tanszékének tanszékvezető egyetemi tanára, majd 1953 februárjától 1957-es nyugdíjazásáig az Eötvös Loránd Tudományegyetem BTK Egyetemes Történelem Tanszékének, illetve Újkori Történeti Tanszékének tanszékvezető egyetemi tanára volt. Az 1950-es évek második felében többször járt vendégkutatóként a Szovjet Tudományos Akadémia Történettudományi Intézetében.
A Farkasréti temetőben nyugszik. A kerületi pártbizottság nevében Földes István, a Partizán Szövetség részéről Névai László, a barátok és munkatársak nevében Trencsényi-Waldapfel Imre búcsúztatta.

## Főbb művei
- A felszabadulás útján. Riportkönyv. Az előszót Illés Béla írta. (Budapest, 1945)
- Az 1849-es és az 1868-as nemzetiségi törvény összehasonlítása a történelem haladó erőinek szempontjából (Századok, 1948 és külön: Budapest, 1949)
- A magyarok eredete. Gerőné Fazekas Erzsébet beszélgetése két kiváló szovjet tudóssal – Valerij Nyikolajevics Csernyecovval és Szergej Pavlovics Tolsztovval – a magyarok származásáról. (Magyar Nyelvőr, 1949)
- Vándorló szerkesztőség. Riportok. Az előszót Illés Béla írta. Illusztrálta: Szecskó Tamás. (Budapest, Művelt Nép, 1955)
- Magyarország felszabadulása és népi demokratikus forradalmunk néhány kérdése (Századok, 1955)
- A népi demokratikus forradalom előfeltételei érlelődésének néhány kérdése a felszabadulás előtt (Az Eötvös Loránd Tudományegyetem Évkönyve. 1955. Budapest, 1956)

### Fordításai
- Munkásmozgalom a kapitalista országokban. 1959–1961. Cikkgyűjtemény. (Budapest, 1962)
- Dolores Ibárruri: Az egyetlen út. Önéletrajzi regény. (Budapest, Kossuth, 1964)
- A Spanyol Kommunista Párt története. Szerk. a Spanyol Kommunista Párt Központi Bizottsága által létrehozott munkaközösség Dolores Ibárruri vezetésével. (Budapest, Kossuth, 1964)
- Rolf Borrmann: Ifjúság és szerelem. Ford. Gellért Györggyel. (Budapest, Kossuth, 1967)
- Peter Bols: A szálak Washingtonba vezetnek. (Budapest, HM, 1967)
- A Francia Kommunista Párt története. Összeáll. a Francia Kommunista Párt Történelmi Bizottsága Jacques Duclos és François Billoux vezetésével. (Budapest, Kossuth, 1968)

## Díjai, elismerései
- A Magyar Szabadság Érdemrend ezüst fokozata (1946)
- Munka Érdemrend (1955)